# Han Kook-young
Han Kook-young (한국영?, 韓國榮?; Seul, 19 aprile 1990) è un calciatore sudcoreano, centrocampista del Jeonbuk Hyundai.

## Carriera

### Club
Ha giocato nella massima serie del campionato giapponese con Shonan e Kashiwa Reysol.

### Nazionale
Ha esordito con la nazionale sudcoreana nel 2013.